# Gmina związkowa Pirmasens-Land
Gmina związkowa Pirmasens-Land (niem. Verbandsgemeinde Pirmasens-Land) – gmina związkowa w Niemczech, w kraju związkowym Nadrenia-Palatynat, w powiecie Südwestpfalz. Siedziba gminy związkowej znajduje się w mieście Pirmasens, które do gminy nie należy.

## Podział administracyjny
Gmina związkowa zrzesza dziesięć gmin wiejskich:
1. Bottenbach
2. Eppenbrunn
3. Hilst
4. Kröppen
5. Lemberg
6. Obersimten
7. Ruppertsweiler
8. Schweix
9. Trulben
10. Vinningen